# لامپدوسا
لامپدوسا (به ایتالیایی: Lampedusa) یک جزیره در ایتالیا است که در لامپدوزا الینوزا واقع شده‌است.

## نگارخانه

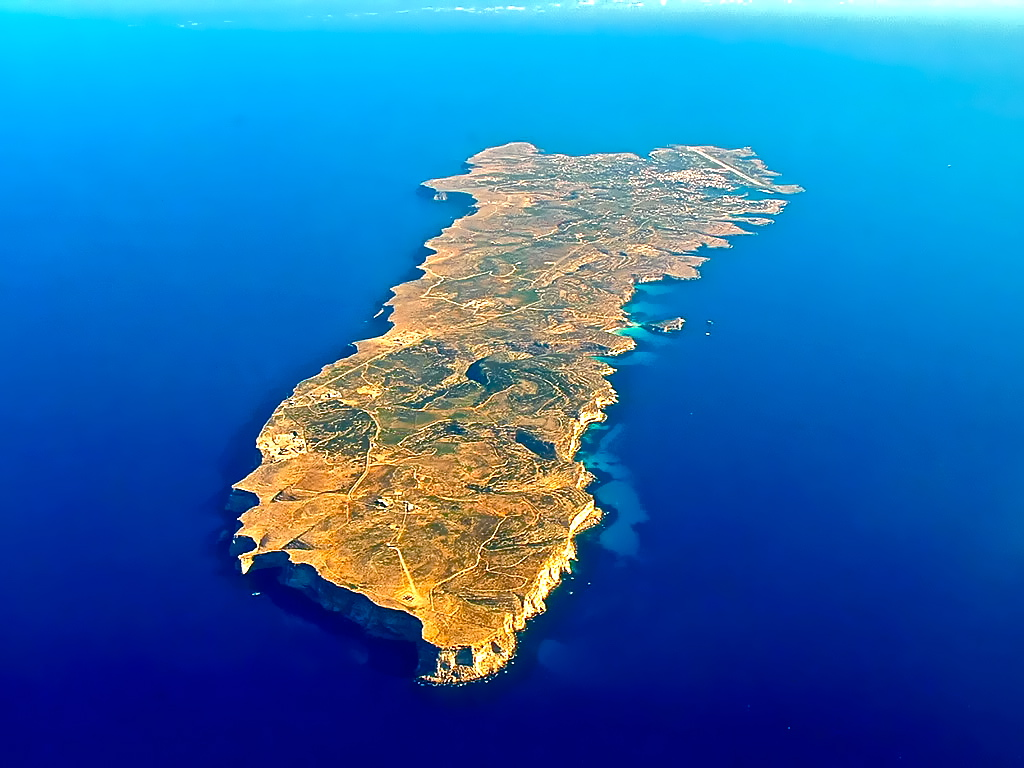
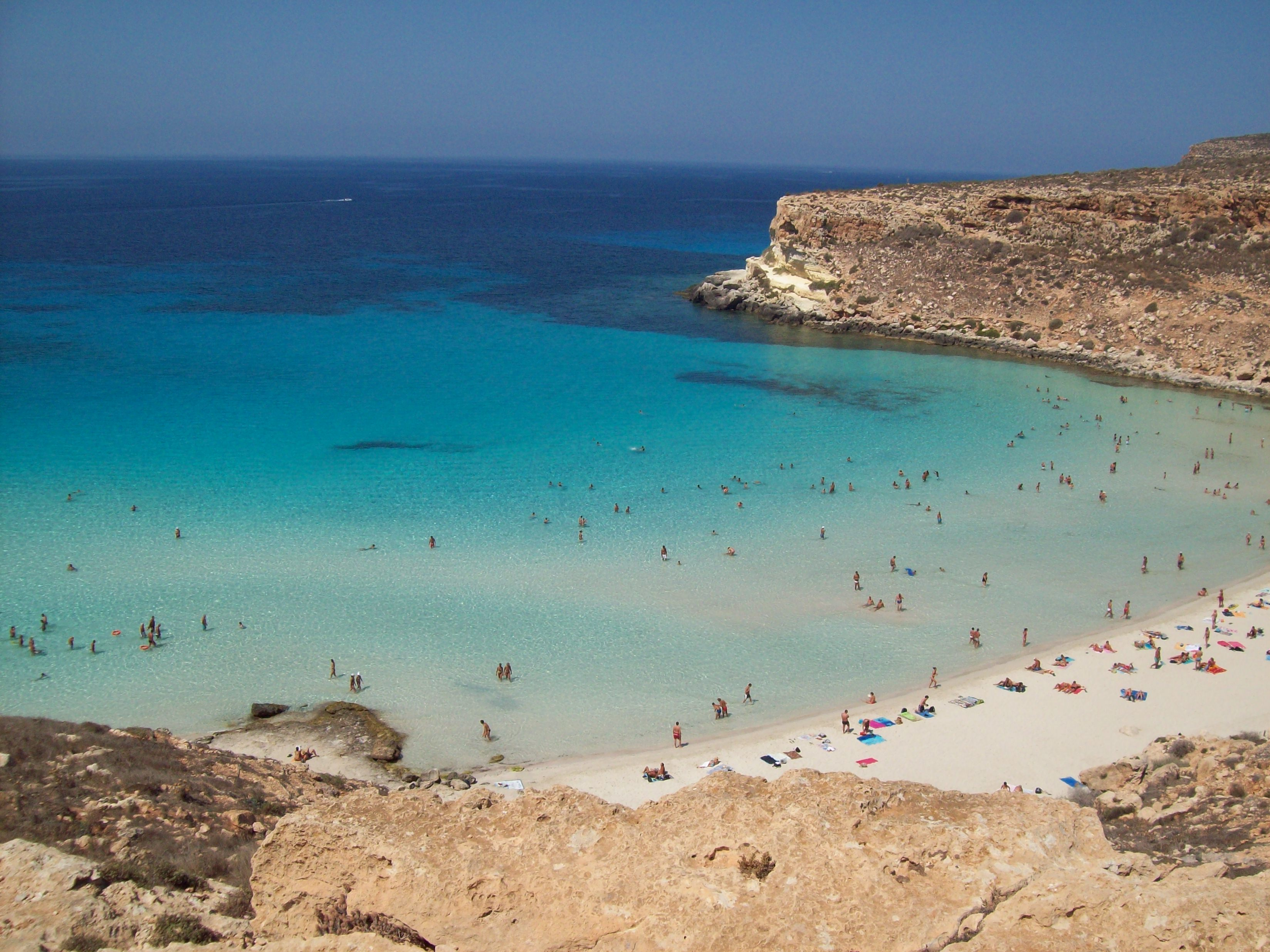
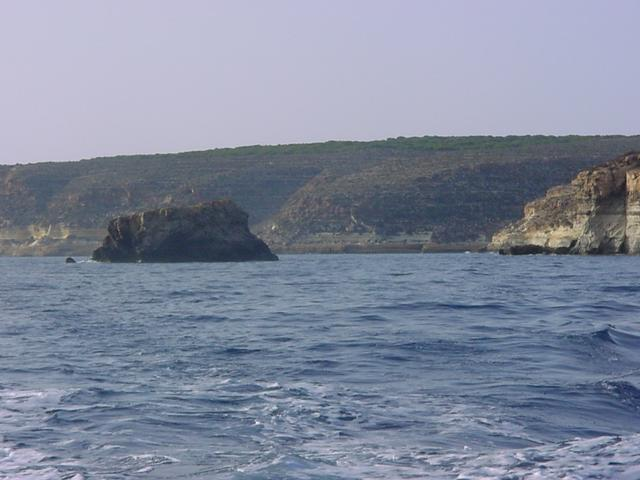

## خصوصیات
لامپدوسا ۵٬۰۰۰ نفر جمعیت دارد.